# Гюмюльджинели Насух-паша
Гюмюльджинели Насух-паша (ум. 1614) — великий визирь Османской империи. Муж дочери Ахмеда I, Айше Султан.

## Биография
Год рождения Насуха-паши неизвестен, однако считается, что он был родом из Албании. По другой версии, он был сыном греческого рыбака и в юном возрасте он был продан одному из евнухов и был доставлен во дворец, где привлёк к себе внимание своим умом и талантом. Первоначально он получил образование в Эндеруне и начал карьеру в младших военных чинах.
В 1603 году Насух-паша стал наместником Алеппо и принимал участие в подавлении в восстания Джелали вместе с Юсуфом Синаном-пашой. Войска Тавила Ахмеда нанесли поражение его армии и он бежал в Кютахью. Он обвинил в поражении бейлербея Анатолии Кечдехану Али-паше и убил его. Вернувшись в Стамбул, он убедил султана выступить в поход против Джелали. Через некоторое время Насух-паша был назначен на должность третьего визиря. В мае 1606 года он был назначен губернатором Багдада, но в декабре 1606 года потерпел поражение от войск сына Тавила Ахмеда Мехмеда. После поражения в битве Насух-паша был назначен на должность бейлербея Диярбекира, которым был более двух лет. Гюмюльджинели Насух-паша участвовал в походах под командованием великого визиря Куюджу Мурада-паши.
5 августа 1611 года Насух-паша был назначен на должность великого визиря и 22 августа ему была доставлена печать. Насух-паша был сторонником мира с шахом Иранской державы Аббасом Великим, и в 1612 году заключил договор с персами, согласно которому границы между странами устанавливались 1555 годом и Персия соглашалась на выплату ежегодной дани размером в 200 тюков шёлка.

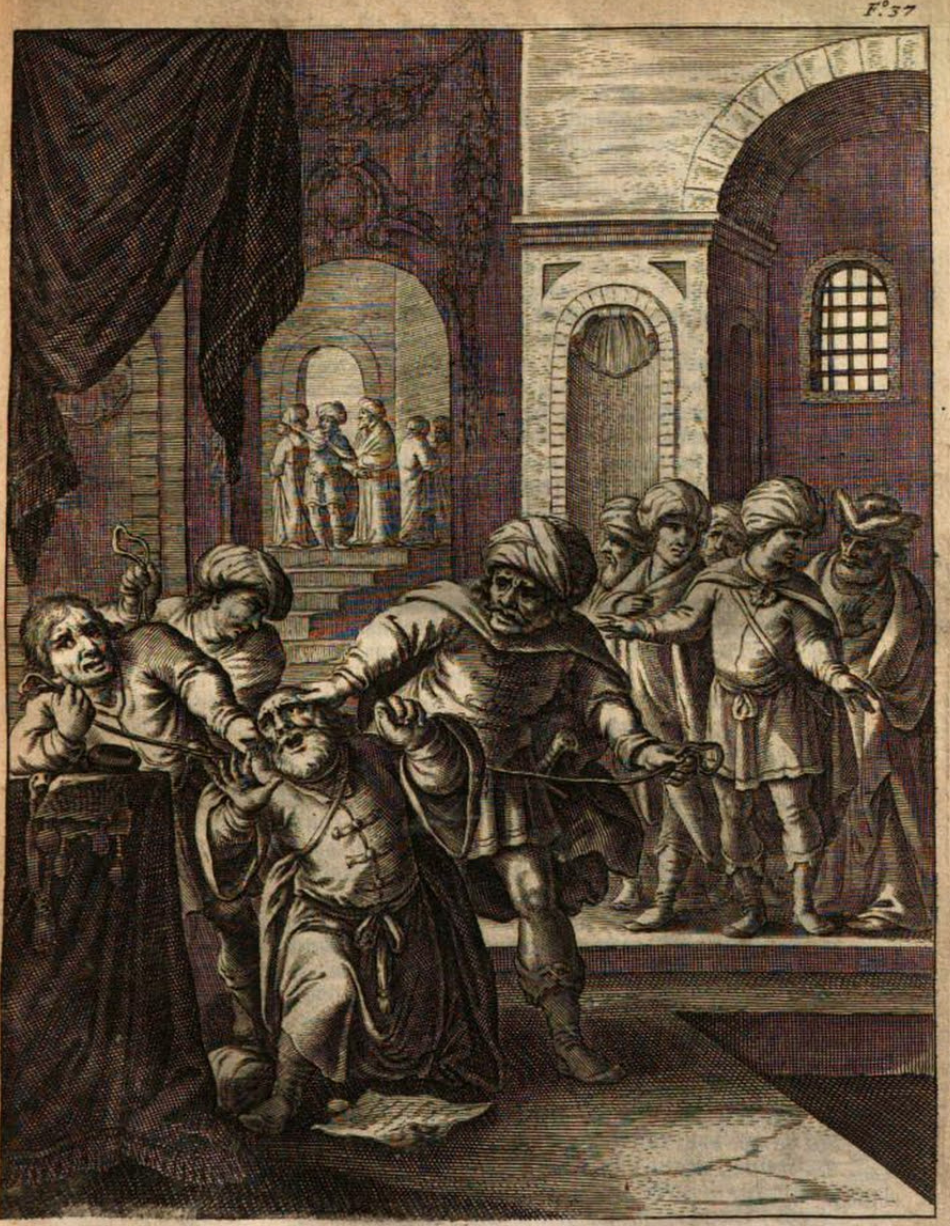
Казнь Насух-паши, гравюра 1681 года.

В декабре 1612 года Гюмюльджинели Насух-паша женился на дочери Ахмеда I и Кёсем-султан Айше-султан, которой было шесть лет. По понятным причинами этот брак не был консуммирован. Гюмюльджинели Насух-паша занимался в Стамбуле ремонтными работами дворцов, которые были завершены за шесть месяцев.
В августе 1614 года запорожские казаки совершили набег на Синоп, что отразилось на доверии султана Ахмеда I к великому визирю. Про великого визиря пошли слухи, что он заключил соглашение с Аббасом I и что он хочет основать свой султанат. 17 октября 1614 года Гюмюльджинели Насух-паша не пошёл на пятничное приветствие под предлогом болезни, а его дом был окружён янычарами. Бостанджи Хусейн-ага вошёл в особняк и привёл в исполнение смертный приговор. Его имущество и состояние было конфисковано в государственную казну.

## Киновоплощения
В турецком телесериале «Великолепный век: Кёсем Султан» роль Насуха-паши исполнил известный актёр Салах Толга Тунджер.